# بثيورانية
البثيورانية (الاسم العلمي: Dothideomycetes) هي طائفة من الفطريات تتبع الشعيبة الفنجانينية من شعبة الفطريات الزقية.

## التصنيف
- تحت طائفة البثيورانيات
  - رتبة المرنجيونيات
- تحت طائفة البوغيانانيات
  - رتبة البوغيانيات